# 누산타라 박물관

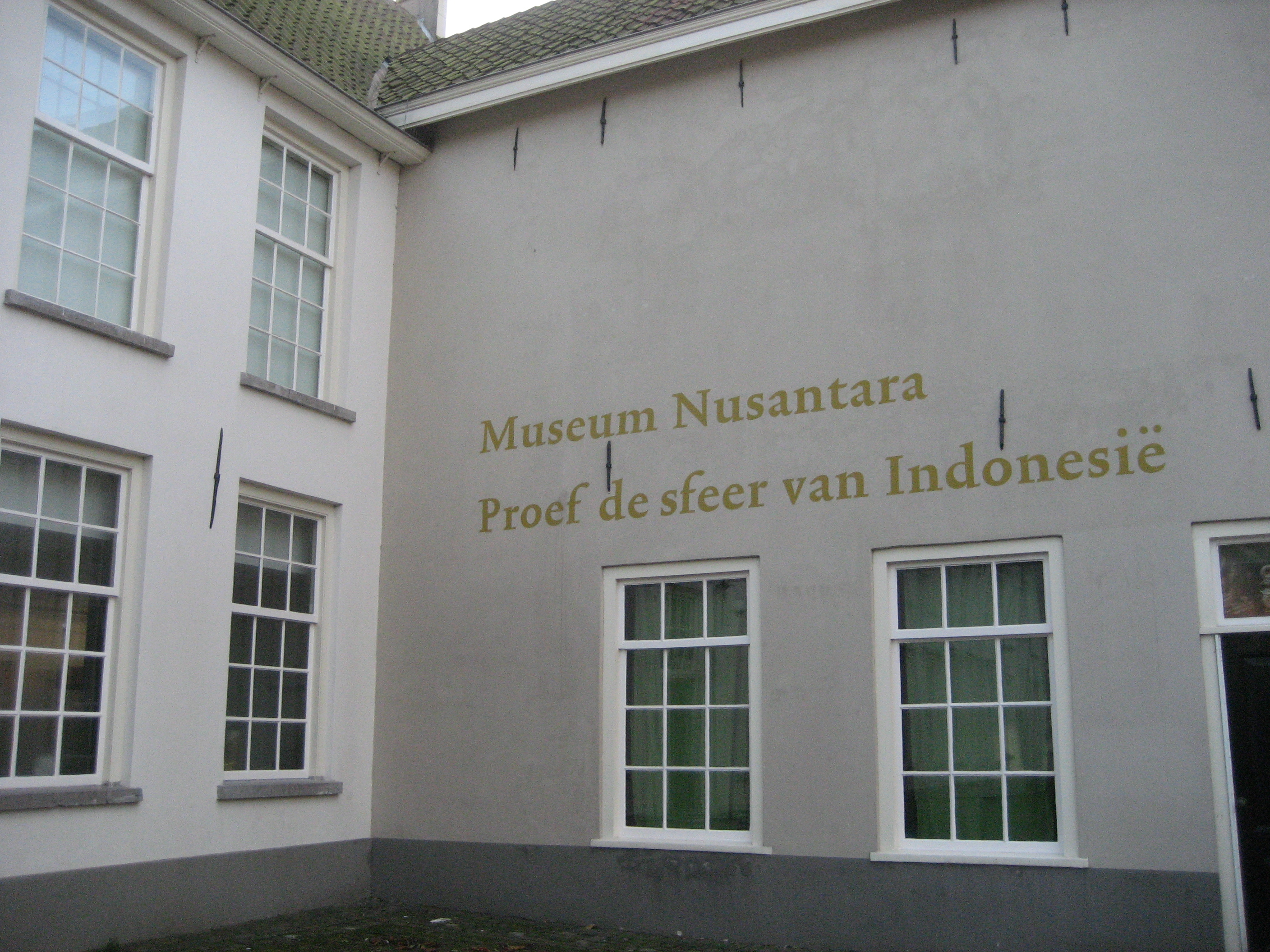

누산타라 박물관(Museum Nusantara)은 네덜란드 델프트(Delft)시에 있던 박물관이다. 이 박물관은 19세기 후반~20세기 전반에 수집된 인도네시아 민족지나 민속 자료를 소장하였으며, 1911년 개관하여 2013년 1월  폐관하였다. 박물관의 명칭인 누산타라는 옛 자바어로 '바깥쪽의 섬들(땅)'을 의미하며, 지리상으로는 말레이-인도네시아를 이루는 '많은 섬들'을 뜻한다. 이 말은 오늘날 인도네시아 제도(Indonesian archipelago)나 인도네시아 국가를 뜻하는 말로 쓰인다.

## 설립
1864년 8월 19일 인도 연구소(Indische Instelling)의 초대 소장으로 부임한 솔로몬 카이저(Solomon Keijzer)가 연구소 내의 교육 자료로 필요한 인도네시아 관련 자료의 기부를 델프트 시민과 전직 식민지 관료들에게 요청하였다. 이때부터 인도 연구소는 적극적으로 민족지 관련 자료를 수집하기 시작했다. 그리고 컬렉션의 규모가 어느 정도 되자, 이를 이용한 국제 전시가 파리(1878), 베를린(1880), 암스테르담(1883) 등에서 이루어졌다. 그런 가운데 1888년 이 컬렉션의 규모는 1,500건 이상으로 확대되었다. 이 인도 연구소의 교육용 수집품들이 이후 누산타라 박물관의 소장품으로 발전하게 된다.

## 연혁

### 민족지 박물관 개관
12년 뒤인 1901년 인도 연구소가 문을 닫을 때, 이 컬렉션의 규모는 5,000여 점을 헤아릴 수준이 되었다. 그러나 그 후로 8년간 이 유물들은 사람들의 기억 속에서 잊혀진다. 1909년 인도 연구소 소장 도서들이 베를린의 한 연구기관에 매매된 이후, 남아 있던 민족지 컬렉션은 델프트시가 개관을 준비하던 프린센호프(Prinsenhof) 박물관으로 이관되었다. 그리고 1911년에는 이를 기반으로 민족지 박물관이 정식으로 개관하였고, 이로부터 독립된 박물관으로서의 역사가 시작되었다. 민족지 박물관 시절에는 소장품이 15,000건까지 늘어나 상당한 규모의 컬렉션을 자랑했다.

### 델프트 민족지 박물관
1940년, 개관 초기에 비해 수장품 등이 늘어난 프린센호프 박물관은 이 민족지 컬렉션의 전시를 중단하였고, 이후 유물들을 9년간 수장고에 보관하다 1949년 이를 본래의 소장처에 반환하였다. 2차대전 후 델프트시는 이 컬렉션과 민족지박물관의 가치를 재평가하였고, 1953년 담당 큐레이터를 선발하여 이를 다시 조직하기 시작하였다. 그리하여 1956년 델프트 민족지 박물관(Etnografisch Museum Delft)이 다시 문을 열게 된다.

### 델프트 인도네시아 민족지 박물관
이후 델프트 민속지 박물관은 보존과학자인 J. 데 호흐(J. de Hoog)의 지도 아래 양적으로나 질적으로 성장했다. 이 시기에는 아프리카와 뉴기니, 수리남 등의 민속품을 소개하는 전시를 진행하였다. 또한, 1950년대에는 수도원으로 쓰이던 성 아가타플라인(St. Agathaplein)으로 이전하게 되어 프린센호프 박물관의 그림자에서 벗어나 독자 성장의 기회를 얻게 되었다. 이어 컬렉션 성립 100주년이 되는 1964년, 박물관의 명칭을 델프트 인도네시아 민족지 박물관(Indonesisch Etnografisch Museum Delft)로 개칭한다.

### 누산타라 민속 박물관
1974년 이후 십여 년간 박물관은 외형적으로 크게 성장하였고, 명칭도 누산타라 민속 박물관(Volkenkundig Museum Nusantara)으로 개칭한다. 여기서 누산타라라는 말은 곧 인도네시아를 뜻한다. 하지만, 외형적 성장에 따른 경제적 부담도 커졌다. 이에 박물관 내에 뮤지엄 샵을 개설하고, 대학 및 시 당국의 지원을 호소하는 등 재정 확충에 노력하였으나, 이후 줄곧 만성적인 재정 압박을 받았다.

### 누산타라 박물관
2000년대에는 박물관의 내부 리노베이션과 수리 작업이 진행되었으며, 명칭도 누산타라 박물관(Museum Nusantara)으로 다시 바꾸게 되었다. 이에 따라 소장품의 구성에도 변화가 있었다. 누산따라 즉, 인도네시아 박물관으로 개칭하면서 인류학 관련 유물의 숫자는 축소되었고, 이후로는 거의 볼 수 없게 되었다. 반면 이 시기 인도네시아에서 수집된 수천 점의 직물 자료를 기증받게 되었다. 그런 가운데, 상설전시를 비롯, 끄리스‧뉴기니의 문화‧발리의 아르데코 예술 같이 인도네시아의 문화를 다룬 특별전시가 진행되었다.

## 폐관
2009~2011년 사이 박물관 시설 및 소장품 등에 대한 재정비 필요성이 제기되었다. 이는 델프트시에 막대한 비용 부담을 요구하는 것이었다. 델프트시 관계자들에게는 박물관의 장기 운영 계획에 대한 고민이 깊어지는 시기가 도래한 것이다. 하지만, 관람객 감소와 격증하는 재정 부담 등으로 인하여, 박물관 유지의 필요성을 시 의회에 설득하기는 어려운 상황이 되었다. 그리하여 ‘관람객의 부족’라는 사유로 인하여, 2013년 1월 6일 누산타라 박물관은 문을 닫게 된다.

## 소장품 이관
폐관 결정으로 인하여 18,000여 건에 달하는 컬렉션의 관리는 델프트 헤리티지가 맡게 되었고, 이를 델프트시의 프린센호프 박물관과 암스테르담 국립박물관에 분산하여 관리하였다. 이후 암스테르담 국립박물관을 비롯한 네덜란드의 11개 박물관에 4,000여 건의 유물이 이관되었고, 오스트리아의 세계 박물관, 스웨덴의 국립 세계 문화 박물관 등에 일부 유물이 기증되었다. 한편, 누산따라 박물관 유물의 대다수는 고향인 아시아로 다시 돌아갔다. 2016년 인도네시아 국립박물관에 1,565건의 유물을 송환한 것을 시작으로, 잔여 유물들은 싱가폴 아시아 문명 박물관, 말레이시아 사라왁 박물관 등지에 분산 기증되었다.

## 국립아시아문화전당의 소장품 수증
2017년 11월 대한민국의 국립아시아문화전당(광주광역시)이 델프트 헤리티지와 업무협약을 맺어 7,730건 12,258점에 달하는 컬렉션을 수증하였다. 이 컬렉션은 2018년 1월 31일 부산항에 도착, 검역과 통관 절차를 거쳐 2월 6일 하역되었으며, 2월 7일 국립아시아문화전당으로 이송되었다. 이로써 인도네시아 등지에서 수집되어 네덜란드 델프트시에 100여 년 간 소장되었던, 누산타라 박물관 소장품의 상당수가 한국에 자리 잡게 되었다. 누산타라 컬렉션은 국립아시아문화전당 아시아문화박물관의 소장품 중 다수를 차지하는 핵심 자료가 되었다.
국립아시아문화전당은 2019년 11월 22일 소장한 누산따라 박물관 소장품을 기반으로 하는 특별전시 "많은 섬들의 나라, 누산타라" 전시를 개막하여, 2020년 6월 21일까지 진행하였다. 그리고 2024년 1월 30일에는 누산타라 컬렉션 기반의 상설전시 "몬순으로 열린 세계: 동남아시아의 항구도시"를 개막하여 운영하고 있다. 한편, 국립아시아문화전당 소장 누산타라 컬렉션은 한국 내 다수의 박물관에 대여되어 동남아시아의 생활문화를 알리는 데에 적극적으로 활용되고 있다.